# Almásmálomi református templom
Az almásmálomi református templom műemlékké nyilvánított templom Romániában, Beszterce-Naszód megyében. A romániai műemlékek jegyzékében a BN-II-m-B-01674 sorszámon szerepel.